# Fiyi en los Juegos Olímpicos de Río de Janeiro 2016
Fiyi estuvo representado en los Juegos Olímpicos de Río de Janeiro 2016 por un total de 53 deportistas, 36 hombres y 17 mujeres, que compitieron en 10 deportes.
El portador de la bandera en la ceremonia de apertura fue el jugador de rugby Osea Kolinisau.

## Medallistas
El equipo olímpico fiyiano obtuvo las siguientes medallas:
| Nombre | Deporte | Competición |
| ------ | ------- | ----------- |
| Oro    |         |             |
| Equipo | Rugby 7 | Torneo M    |
| Plata  |         |             |
| —      |         |             |
| Bronce |         |             |
| —      |         |             |